# Madarganj
Madarganj är ett underdistrikt i Bangladesh. Det ligger i den centrala delen av landet, 150 km nordväst om huvudstaden Dhaka.
Trakten runt Madarganj består till största delen av jordbruksmark. Runt Madarganj är det mycket tätbefolkat, med 1 266 invånare per kvadratkilometer.